# Institut supérieur de l'aéronautique et de l'espace
Institut supérieur de l'aéronautique et de l'espace (SUPAERO) là trường kỹ thuật hàng không vũ trụ chuyên dụng đầu tiên trên thế giới và được coi là một trong những trường tốt nhất ở Châu Âu trong lĩnh vực này (với ENAC).
Kể từ khi thành lập vào năm 1909 ISAE-SUPAERO đã đào tạo ra hơn 21.500 sinh viên tốt nghiệp.

## Tốt nghiệp nổi tiếng
- Marcel Dassault, một nhà tư bản công nghiệp máy bay Pháp